# Youssouf Assogba
Youssouf Amouda Assogba (Parakou, Benín, 21 de agosto de 2001) es un futbolista beninés. Juega de defensa y su equipo es el Girondins de Burdeos de la Championnat National 2 de Francia. Es internacional absoluto por la selección de Benín desde 2019.

## Trayectoria
Assogba fichó por el Amiens S. C. en noviembre de 2019 proveniente de las inferiores del USS Kraké. En la temporada 2021-22 fue cedido al U. S. Boulogne y al Jönköpings Södra.

## Selección nacional
Debutó con la selección de Benín el 6 de septiembre de 2020 ante Costa de Marfil en un encuentro amistoso.

## Estadísticas
Actualizado al último partido disputado el 13 de abril de 2024.
| Club                      | Div.          | Temporada     | Liga  | Liga  | Copas nacionales | Copas nacionales | Copas internacionales | Copas internacionales | Total | Total |
| Club                      | Div.          | Temporada     | Part. | Goles | Part.            | Goles            | Part.                 | Goles                 | Part. | Goles |
| ------------------------- | ------------- | ------------- | ----- | ----- | ---------------- | ---------------- | --------------------- | --------------------- | ----- | ----- |
| Amiens S. C. Francia      | 2.ª           | 2020-21       | 9     | 0     | 0                | 0                | —                     | —                     | 9     | 0     |
| Amiens S. C. Francia      | 2.ª           | 2021-22       | 0     | 0     | 0                | 0                | —                     | —                     | 0     | 0     |
| U. S. Boulogne Francia    | 3.ª           | 2021-22       | 11    | 0     | —                | —                | —                     | —                     | 11    | 0     |
| U. S. Boulogne Francia    | Total club    | Total club    | 11    | 0     | 0                | 0                | 0                     | 0                     | 11    | 0     |
| Jönköpings Södra · Suecia | 2.ª           | 2022          | 12    | 1     | —                | —                | —                     | —                     | 12    | 1     |
| Jönköpings Södra · Suecia | Total club    | Total club    | 12    | 1     | 0                | 0                | 0                     | 0                     | 12    | 1     |
| Amiens S. C. Francia      | 2.ª           | 2022-23       | 12    | 1     | 3                | 0                | —                     | —                     | 15    | 1     |
| Amiens S. C. Francia      | 2.ª           | 2023-24       | 15    | 0     | 3                | 0                | —                     | —                     | 18    | 0     |
| Amiens S. C. Francia      | Total club    | Total club    | 36    | 1     | 6                | 0                | 0                     | 0                     | 42    | 1     |
| Total carrera             | Total carrera | Total carrera | 59    | 2     | 6                | 0                | 0                     | 0                     | 65    | 2     |